# Rodolphe le Chevalier
Rodolphe of Rodolph le Chevalier (1777 – 3 januari 1865) was een Amsterdamse koopman, bekend als een van de drie oprichters van de Hollandse IJzeren Spoorweg Maatschappij.

## Levensloop
Le Chevalier stamde uit een Zwitserse familie, die naar Amsterdam was getrokken. Hij had zichzelf opgewerkt tot chef van het handelshuis J.J. Poncelet & Zoon, dat als rederij ook enige schepen voerde. Dit handelshuis deed vooral zaken met Midden- en Zuid-Amerika, specifiek met Suriname.
In 1829 was Le Chevalier voorzitter geworden van het Koninklijk College Zeemanshoop te Amsterdam, in 1821 opgericht op initiatief van een 18tal koopvaardij-kapiteins.
In 1837 was Le Chevalier mede-oprichter van de Hollandsche IJzeren Spoorweg-Maatschappij (HIJSM of HSM) samen met de civiel ingenieur Willem Christiaan Brade, en de Amsterdamse zakenman Louis J.J. Serrurier. Met de oprichting had Le Chevalier zijn naam verbonden aan de onderneming. Hij staat vermeld in de statuten van de onderneming uit 1837, maar nam bij de primaire emissie geen aandelen in de onderneming. Hij wenste ook geen actieve rol in de spoorwegonderneming, en bleef op de achtergrond.
Le Chevalier nam vaker deel in ondernemingen in die tijd, zoals bijvoorbeeld in de Katwijksche Maatschappij tot uitoefening van Kusten Steurbaring-visscherij, opgericht in 1852.
Het portret van Rodolphe le Chevalier was in 1850 geschilderd door Jan Adam Kruseman. Hij was afgebeeld ten halven lijve, zittend aan een tafel waarop enkele papieren en boeken liggen. In de rechterhand houdt hij een opengevouwen brief.

## Personalia
Rodolphe le Chevalier trouwde in 1801 in Amsterdam met Jeanne Poncelet (1770-1844), de dochter van Jean Jacques Poncelet. Le Chevalier werd hierdoor eigenaar van een groot aantal plantages in Suriname, waaronder Elisabeth's Hoop, De Eendragt, en de buurplantage Berlijn. Hij ontving in 1863 persoonlijk een vergoeding voor 210 tot slaafgemaakten, onder andere de Surinaamse families Stadwijk, Blufpand, Weerwind en vele anderen. Een neef van hem was Charles le Chevalier, een 19de-eeuwse landbouwhervormer, bekend geworden als 'De Weldoener van Tongeren'.